# Памятник участникам Варшавского восстания
Памятник участникам Варшавского восстания — монументальный памятник в честь памяти тех, кто сражался против нацистской оккупации в годы Второй мировой войны и героев Варшавского восстания 1944 года.
Расположен в центре Варшавы на пл. Красинского на левом берегу р. Вислы. Рядом находится варшавская Публичная библиотека и Верховный суд Республики Польша, построенный в 1999 году.
Авторы — Винценты Кучма и Яцек Будынь.
Открыт 1 августа 1989 года президентом ПНР В. Ярузельским и освящён примасом Ю. Глемпом.
Представляет собой бронзовую скульптуру высотой более 10 метров. Мемориал состоит из двух частей. На одной из них изображены повстанцы, держащие оборону от гитлеровцев. На руинах павшего города, они из последних сил, мужественно отражают удар. Повстанцы выбегают из-под сооружения, напоминающего рушающиеся стены и кирпичи, падающие в результате мощного взрыва.
Второй элемент памятника изображает группу людей, спускающуюся в канализационный люк, ведь передвижение по подземным коммуникациям во время восстания служило основным способом укрытия повстанцев.
По замыслу авторов памятник является одним из элементов триптиха, в который также входят: Памятник защитникам польской почты в Гданьске (1979) и Памятник павшим в защиту Отечества в Ченстохове (1985).